# 245-я мотострелковая дивизия
245-я мотострелковая дивизия (Сокращённое наименование 245 мсд, в/ч 46108) — тактическое соединение Сухопутных войск СССР и Сухопутных войск России.

## История
Дивизия сформирована к 31 августа 1967 года в г. Курск. В феврале-апреле 1971 года прибыла из Курска в Гусиноозёрск.
В конце 1980-х 245-я дивизия базировалась на территории Бурятской АССР в г. Гусиноозёрск, находясь в составе 29-й общевойсковой армии.
1 сентября 1997 года 245-я дивизия переформирована в 6803-ю БХВТ. 1 декабря 2001 года 6803-я БХВТ вновь развёрнута в 245-ю дивизию. 1 февраля 2006 года вновь переформирована в 6-ю гв. БХВТ.

## Состав

### 1990
- управление
- 39-й мотострелковый полк (г. Гусиноозёрск);
- 153-й мотострелковый полк (г. Гусиноозёрск);
- 376-й мотострелковый полк (г. Гусиноозёрск);
- 507-й танковый полк (г. Гусиноозёрск);
- 820-й артиллерийский полк (г. Гусиноозёрск);
- 444-й зенитный ракетный полк (г. Гусиноозёрск);
- 102-й отдельный ракетный дивизион (г. Гусиноозёрск);
- 1163-й отдельный противотанковый дивизион (г. Гусиноозёрск);
- 192-й отдельный разведывательный батальон (г. Гусиноозёрск);
- 589-й отдельный инженерно-сапёрный батальон (г. Гусиноозёрск);
- 745-й отдельный батальон связи (г. Гусиноозёрск);
- отдельная рота химической защиты (г. Гусиноозёрск);
- 401-й отдельный ремонтно-восстановительный батальон (г. Гусиноозёрск);
- отдельный медицинский батальон (г. Гусиноозёрск);
- 1166-й отдельный батальон материального обеспечения (г. Гусиноозёрск);
- ОВКР (г. Гусиноозёрск);[1]

## Командиры
- Шестаков, Клавдий Александрович (март 1976 — октябрь 1978)[4]
- Болдырев, Владимир Анатольевич (1985—1990)
- Федоров, Леонид Алексеевич (1990—1992)